# وزارت صنعت و فناوری اطلاعات چین
وزارت صنعت و فناوری اطلاعات چین  (MIIT) (تاسیس ۲۰۰۸ )  ششمین بخش اجرایی شورای دولتی جمهوری خلق چین و از وزارتخانه‌های آن است. مسئولیت تنظیم و توسعه خدمات پستی، اینترنت، بی سیم، پخش، ارتباطات، تولید کالاهای الکترونیکی و اطلاعاتی، صنعت نرم افزار و ارتقای اقتصاد دانش ملی را بر عهده دارد.
سازمان ملی فضایی چین و سازمان انرژی اتمی چین متعلق به این وزارت خانه است.

## تاریخچه
در سال ۲۰۰۴، MIIT پروژه اتصال هر روستا را برای ارتقای دسترسی جهانی به خدمات مخابراتی و اینترنت در روستاهای چین آغاز کرد. و چاینا تلکام، زیرساخت‌های ارتباطی را ایجاد کرده و به تامین مالی پروژه کمک می‌کنند.  از اواخر سال 2009، این برنامه شروع به ساخت مراکز تله‌مرکز روستایی کرد که هر کدام حداقل یک اتصال تلفن، کامپیوتر و اینترنت داشتند.: 37–38  تقریباً 90000 مراکز تله روستایی تا سال 2011 ساخته شدند.: 38  تا دسامبر 2019، 135 میلیون خانوار روستایی از اینترنت پهن باند استفاده کرده بودند.: 25  این برنامه با موفقیت زیرساخت اینترنت را در سراسر روستاهای چین گسترش داد و توسعه اینترنت را ارتقا داد.
شورای دولتی در اولین جلسه یازدهمین کنگره ملی خلق اعلام کرد که MIIT جایگزین وزارت صنعت اطلاعات (MII) خواهد شد.
در سال 2013، طرح ساخت چین 2025 این وزارتخانه توسط شورای دولتی تصویب شد. بیش از دو سال طول کشید تا توسط یک گروه کاری صد و پنجاه نفری تهیه شود. 
هدف این طرح بهبود کارایی و کیفیت تولید بود. در تابستان 2021، MIIT یک کمپین نظارتی شش ماهه را برای رسیدگی به انواع مسائل مربوط به حمایت از مصرف‌کننده و رقابت ناعادلانه، از جمله نگرانی‌های قابلیت همکاری، در بخش اینترنت مصرف‌کننده، آغاز کرد. که شرکت های آنها دیگر نمی توانند لینک های خارجی به رقبا را مسدود کنند.

## وظیفه‌ها
بر اساس آیین نامه وظیفه‌های اصلی، تشکیلات داخلی و ستادی وزارت صنعت و فناوری اطلاعات، وزارت صنعت و فناوری اطلاعات وظایف زیر را بر عهده می گیرد:
1. پیشنهاد استراتژی‌ها و سیاست‌های توسعه صنعتی‌سازی، هماهنگی و حل مسائل اساسی در فرآیند صنعتی‌سازی جدید، تدوین و سازماندهی اجرای طرح‌های توسعه صنعت، ارتباطات و اطلاع‌رسانی، ارتقای تعدیل استراتژیک، بهینه‌سازی و ارتقای ساختار صنعتی و ارتقای یکپارچگی. اطلاعات و صنعتی شدن؛ ایجاد یک سیستم تحقیقات علمی و توسعه و تولید تسلیحات را که نیروهای نظامی و غیرنظامی را ادغام می کند، ترویج کنند.
2. تدوین و سازماندهی اجرای سیاست های صنعتی برای صنعت و ارتباطات، پیشنهاد در سیاست برای بهینه سازی طرح و ساختار صنعتی، پیش نویس پیشنهادها قانونی مربوطه، تدوین مقررات. تدوین مشخصات فنی و استانداردهای صنعت و سازماندهی اجرای آنها و هدایت کار مدیریت کیفیت صنعت.
3. نظارت و تجزیه و تحلیل وضعیت عملیاتی صنعت و صنعت ارتباطات، جمع آوری آمار و انتشار اطلاعات مربوطه، انجام پیش بینی ها، هشدارهای اولیه و راهنمایی اطلاعاتی؛ هماهنگی و حل مشکلات مربوطه در بهره برداری و توسعه صنعت و ارائه توصیه های خط مشی و مسئولیت واکنش اضطراری، امنیت صنعتی و بسیج دفاع ملی صنعت و ارتباطات.
4. مسئولیت ارائه پیشنهاد در مورد مقیاس و جهت سرمایه گذاری دارایی های ثابت در صنعت، ارتباطات و فناوری اطلاعات (شامل استفاده از سرمایه خارجی و سرمایه گذاری خارج از کشور) و ترتیب صندوق های ساخت و ساز مالی مرکزی، و تصویب و تایید دارایی های ثابت در داخل طرح ملی مطابق با اختیارات تعیین شده توسط پروژه های سرمایه گذاری دارایی شورای دولتی.
5. تدوین و سازماندهی اجرای طرح‌ها، سیاست‌ها و استانداردهای مربوط به زیست‌پزشکی، مواد جدید، هوافضا، صنعت اطلاعات و غیره در صنایع با فناوری پیشرفته، هدایت نوآوری‌های فناوری و پیشرفت فناوری در صنعت، تبدیل و ارتقای صنایع سنتی با پیشرفته و کاربردی. فن‌آوری‌ها و سازماندهی اجرای پروژه‌های ملی مرتبط با علم و فناوری، ترویج صنعتی شدن نتایج تحقیقات علمی مرتبط و ترویج توسعه صنعت نرم‌افزار، صنعت خدمات اطلاعات و صنایع نوظهور.
6. مسئول سازماندهی و هماهنگی احیای صنعت ساخت تجهیزات باشد. سازماندهی تدوین برنامه‌ها و سیاست‌های توسعه تجهیزات فنی اصلی و نوآوری مستقل؛ تکیه بر پروژه های کلیدی ملی برای هماهنگی در اجرای پروژه های ویژه بزرگ مربوطه؛ بومی سازی تجهیزات فنی اصلی را ترویج می کند، و ادغام نوآوری های فنی عمده وارداتی را هدایت می کند.
7. تدوین و سازماندهی اجرای حفاظت از انرژی، استفاده جامع از منابع و سیاست های تولید پاک برای صنعت و ارتباطات؛ مشارکت در تدوین برنامه های حفاظت از انرژی، استفاده جامع از منابع و برنامه های ارتقای تولید پاک؛ و سازماندهی و هماهنگی پروژه های نمایشی بزرگ مرتبط و محصولات جدید، فن آوری های جدید و فن آوری های جدید. ترویج و کاربرد تجهیزات و مواد جدید.
8. ارتقای اصلاحات نهادی و نوآوری مدیریت در صنعت و ارتباطات، بهبود کیفیت کلی و رقابت اصلی صنعت، و راهنمایی صنایع مربوطه برای تقویت مدیریت ایمنی تولید.
9. مسئولیت هدایت کلان تقویت بنگاه های کوچک و متوسط را بر عهده داشته باشد، با همکاری ادارات مربوطه برای تدوین سیاست ها و اقدامات مربوطه برای ترویج توسعه شرکت های کوچک و متوسط و توسعه اقتصاد غیردولتی، همکاری کند. و حل و فصل مسائل عمده مربوطه را هماهنگ می کند.
10. هماهنگی و ترویج اطلاعات ملی، سازماندهی تدوین خط مشی های مربوطه و هماهنگی موضوعات عمده در اطلاع رسانی. ترویج یکپارچگی مخابرات، رادیو و تلویزیون و شبکه های کامپیوتری، هدایت و هماهنگی توسعه امور دولت الکترونیک، و ارتقای ارتباطات بین صنعتی و فرابخشی و تبادل اطلاعات مهم و به اشتراک گذاری منابع اطلاعاتی.
11. هماهنگی برنامه ریزی شبکه های ارتباطی عمومی، اینترنت و شبکه های ارتباطی خصوصی؛ نظارت و مدیریت بازارهای مخابراتی و خدمات اطلاعاتی مطابق با قانون، تدوین خط مشی ها و استانداردهای تعرفه تجارت مخابرات با همکاری ادارات مربوطه و نظارت بر اجرای آنها. مسئول تخصیص و مدیریت منابع ارتباطی و هماهنگی بین المللی و ارتقای خدمات جهانی مخابرات باشد.
12. یکسان سازی تخصیص و مدیریت منابع طیف رادیویی، نظارت و مدیریت ایستگاه های پخش بی سیم مطابق با آن با قانون؛ مسئولیت هماهنگی و مدیریت موقعیت های مداری ماهواره ای را بر عهده دارد. هماهنگی و رسیدگی به امور مربوط به مدیریت رادیو نظامی - غیرنظامی؛ مسئول نظارت و تشخیص منابع رادیویی، بررسی و رسیدگی به تداخل سیگنال، و هماهنگی رسیدگی به مسائل تداخل الکترومغناطیسی. حفظ نظم امواج هوایی و سازماندهی و اجرای کنترل رادیویی طبق قانون.
13. مسئولیت امنیت شبکه های ارتباطی و مدیریت امنیت اطلاعات مرتبط، مسئولیت هماهنگی و حفظ امنیت ملی اطلاعات و ساخت سیستم های تضمین امنیت اطلاعات ملی، هدایت و نظارت بر کار تضمین امنیت سیستم های اطلاعاتی مهم و شبکه های اطلاعاتی پایه ادارات دولتی و صنایع کلیدی و هماهنگی پردازش حوادث مهم مرتبط با امنیت اطلاعات.
14. انجام همکاری ها و مبادلات خارجی مرتبط با صنعت، ارتباطات و اطلاع رسانی و نمایندگی کشور در سازمان های بین المللی ذیربط.
15. انجام سایر اموری که شورای دولتی به آن محول می کند.

## ساختار
با توجه به «آیین نامه وظایف اصلی وزارت صنعت و فناوری اطلاعات، تشکیلات داخلی و ستادی آن» و به «پاسخ دفتر کمیته تشکیل نهاد مرکزی در امور مربوط به شفاف سازی بیشتر وظایف اصلی وزارتخانه». صنعت و فناوری اطلاعات در دفاتر اداری ارتباطات محلی» (پاسخ دفتر سازمان مرکزی [1391] شماره 17)، وزارت صنعت و فناوری اطلاعات دارای تشکیلات داخلی زیر است. نام‌های داخل پرانتز پلاک‌ها یا زیرواحدهای جایگزین هستند.

### دفترهای عملکردی داخلی
- دفتر عمومی
- اداره سیاست و قانونگذاری صنعتی

- بخش برنامه ریزی

- بخش مالی

- گروه علم و فناوری

- بخش فناوری های نوین

- دفتر نظارت و هماهنگی عملیاتی

- دفتر شرکت های متوسط و کوچک (دفتر SME)

- بخش صرفه جویی و بهره برداری جامع انرژی

- بخش ایمنی تولید (دفتر ملی اجرای کنوانسیون سلاح های شیمیایی)

- دپارتمان صنایع مواد اولیه (دفتر خاکهای کمیاب - دفتر خاکهای کمیاب)

- واحد اول تولید تجهیزات

- تولید تجهیزات اداره دوم تولید تجهیزات اداره دوم (دفتر ملی ماشین آلات سنگین - اداره کل تجهیزات فنی کشور)

- دپارتمان صنعت کالاهای مصرفی

- دپارتمان ترویج همجوشی غیرنظامی- نظامی

- بخش ارتباطات الکترونیکی (بخش اطلاعات الکترونیکی)

- گروه توسعه مهندسی ارتباطات (گروه توسعه فناوری اطلاعات)

- دفتر توسعه اطلاعات و ارتباطات (دفتر توسعه اطلاعات و ارتباطات)

- دفتر مدیریت اطلاعات و ارتباطات (دفتر مدیریت اطلاعات و ارتباطات)

- دفتر مدیریت ایمنی اینترنت

- دفتر مدیریت رادیو و EMS (اداره رادیو ملی - دفتر ملی رادیو)

- بخش همکاری بین المللی (دفتر هنگ کنگ، ماکائو و تایوان - دفتر هنگ کنگ، ماکائو و تایوان)

- بخش پرسنل و آموزش (اداره پرسنل و آموزش)

- کمیته های حزبی (دفتر بازرسی)

- دفتر کادر بازنشسته (اداره کادر بازنشسته)

- مرکز خدمات داخلی

### دفاتر ملی تحت مدیریت MIIT
- اداره دولتی علوم، فناوری و صنعت برای دفاع ملی (سطح زیر وزارتخانه)

- دفتر انحصار دخانیات دولتی (سطح زیر وزارتخانه)

### پلاک های خارجی حفظ شده (استفاده از نام های رزرو شده توسط MIIT)
- سازمان ملی فضایی چین (سطح زیر وزارتخانه)

- سازمان انرژی اتمی چین (سطح زیر وزارتخانه)

### واحدهای منطقه ای
- اداره ارتباطات شهرداری پکن

- اداره ارتباطات شهرداری شانگهای

- اداره ارتباطات شهرداری تیانجین

- اداره ارتباطات شهرداری چونگ کینگ

- اداره ارتباطات استان هبی

- اداره ارتباطات استان شانشی

- اداره ارتباطات استان جیلین

- اداره ارتباطات استان لیائونینگ

- اداره ارتباطات استان هیلونگجیانگ

- اداره ارتباطات استان شانشی

- اداره ارتباطات استان گانسو

- اداره ارتباطات استان چینگهای

- اداره ارتباطات استان شاندونگ

- اداره ارتباطات استان فوجیان

- اداره ارتباطات استان ژجیانگ

- اداره ارتباطات استان هنان

- اداره ارتباطات استان هوبی

- اداره ارتباطات استان هونان

- اداره ارتباطات استان جیانگشی

- اداره ارتباطات استان جیانگ سو

- اداره ارتباطات استان آنهویی

- اداره ارتباطات استان گوانگدونگ

- اداره ارتباطات استان هاینان

- اداره ارتباطات استان سیچوان

- اداره ارتباطات استان گوئیژو

- اداره ارتباطات استان یوننان

- اداره ارتباطات منطقه خودمختار مغولستان داخلی

- اداره ارتباطات منطقه خودمختار سین کیانگ

- اداره ارتباطات منطقه خودمختار نینگ شیا

- اداره ارتباطات منطقه خودمختار گوانگشی

- اداره ارتباطات منطقه خودمختار تبت